# Roland Adrowitzer

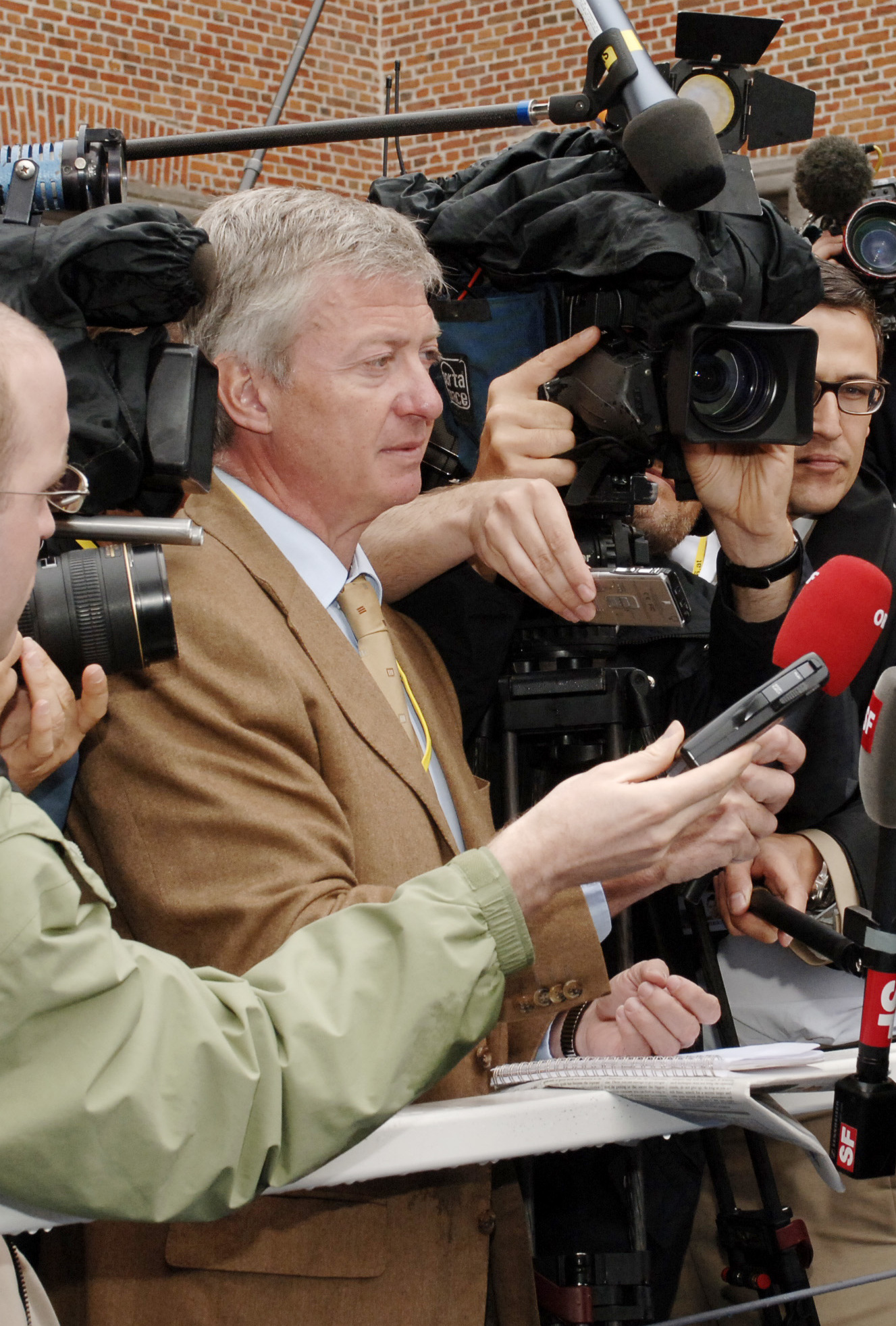
Roland Adrowitzer (2006)

Roland Adrowitzer (* 18. März 1957 in Hallein) ist ein österreichischer Fernseh-Journalist.

## Leben
Nach der Matura studierte Adrowitzer an der Universität Salzburg Rechtswissenschaft und wurde zum Dr. jur. promoviert. Seit 1978 ist er beim ORF beschäftigt, zunächst als Mitarbeiter im Landesstudio Salzburg, danach in der Innenpolitik-Redaktion des ORF-Hörfunks in Wien und als Auslandskorrespondent in Bonn und London.
1990 war Adrowitzer für wenige Monate Büroleiter des ORF-Generalintendanten Gerd Bacher, später stellvertretender Leiter der Informationssendung Zeit im Bild 1 und von 1998 bis 2000 Landesintendant des ORF Tirol, bevor er als Sendungsverantwortlicher und Moderator der ZiB 2 nach Wien zurückkehrte. Von 2002 bis 2006 leitete er das ORF-Büro in Brüssel.  2007 war er als Chefreporter wieder für die Zeit im Bild tätig. Ab Mai 2010 war er Koordinator der ORF-Korrespondentenbüros. 
Adrowitzer ist Mitglied K.Ö.H.V. Rheno-Juvavia zu Salzburg im ÖCV. Er ist verheiratet und lebt in Perchtoldsdorf.
Am 1. Jänner 2023 ging er in den Ruhestand.

## Werke
- Schöne Grüße aus dem Orban-Land – Die rechte Revolution in Ungarn, Verlag Styria Premium, Wien 2013 (zusammen mit Ernst Gelegs), ISBN 978-3-222-13414-2

## Auszeichnungen
- 2006: Leopold-Kunschak-Preis